# Tmesisternus fumatus
Tmesisternus fumatus là một loài bọ cánh cứng trong họ Cerambycidae.